# Heinz von Randow
Heinz Friedrich von Randow (Grammow, 15 novembre 1890 – Sirte, 21 dicembre 1942) è stato un generale tedesco, in servizio durante la seconda guerra mondiale.

## Biografia
Heinz Friedrich von Randow apparteneva a una famiglia aristocratica del Meclemburgo; suo zio era il generale Alfred von Randow e suo cugino Elgar von Randow e suo parente era invece Viktor von Randow, alto ufficiale di stato maggiore; suo nonno Adolph von Randow era stato amico del celebre Moltke.
Come molti suoi familiari von Randow intraprese la carriera militare superando brillantemente il Fähnrichsexamen nel 1910 nella scuola militare di Wahlstadt; dal novembre 1911 fu sottotenente nel 2.Grossherzoglich Mecklenburgischen Dragoner-Regiment N.18 a Parchim.
Partecipò con il suo reggimento alla prima guerra mondiale combattendo prima in Francia e poi sul fronte orientale a Daugavpils, presso Riga; nel 1917 fu promosso tenente. Dopo la guerra si stabilì ad Hannover dove si impegnò in politica come sostenitore della monarchia federale tedesca, non per questo trascurando la sua carriera di ufficiale: nel 1922 era al comando di uno squadrone del XIV. Reggimento di Cavalleria e due anni dopo veniva promosso Rittermeister (capitano di cavalleria); nel 1925 divenne aiutante nel comando reggimentale e dal 1926 al 1929 fu comandante in capo del secondo squadrone di cavalleria.
Acerrimo avversario del nazismo, nel 1931 a capo di una divisione di cavalleria von Randow fece irruzione nel quartier generale nazista di Hannover arrestandone i membri e minacciando di sollevare la sua guarnigione contro di essi se si fossero presentati alle elezioni; sconfessato dai suoi ufficiali superiori von Randow fu arrestato dalla polizia e condannato a due anni di carcere. Nonostante fosse malvisto dai gerarchi nazisti e pur avendo in odio il nazismo von Randow decise di arruolarsi nella Wehrmacht; nel 1936 fu promosso tenente colonnello e nel 1938 comandante militare di Luneburgo con il grado di colonnello.
Partecipò all'invasione della Polonia e della Francia; durante la campagna polacca il suo reggimento aveva sconfitto quello del generale polacco Juliusz Rommel e von Randow ricevette l'ordine di sterminare o inviare in Germania i soldati polacchi catturati: von Randow fece domanda al feldmaresciallo Wilhelm Keitel di che cosa sarebbe accaduto ai polacchi una volta in territorio tedesco e Keitel lo mise al corrente dell'esistenza dei campi di concentramento in cui sarebbero stati mandati i soldati polacchi. Von Randow, inorridito, si rifiutò di obbedire agli ordini e diede la possibilità ai polacchi di evadere e tornare alle loro case. Per questo motivo la sua popolarità crebbe tra i soldati ed ebbe il soprannome di "Colonnello della Pace".
Nel 1941 fu posto al comando della 1. Kavallerie-Division e promosso brigadiere generale. Nel 1942 divenne maggior generale e prese il comando della 21. Panzer-Division che faceva parte dell'Afrikakorps del feldmaresciallo Erwin Rommel. Von Randow si distinse durante la seconda battaglia di El Alamein e nella successiva ritirata in Libia; il 21 dicembre 1942 durante uno scontro a sud di Sirte rimase ucciso per lo scoppio di una mina.